# مقاطعة لام (تكساس)
مقاطعة لام (بالإنجليزية: Lamb  County)‏ هي إحدى المقاطعات في ولاية تكساس، الولايات المتحدة الأمريكية.

## معرض صور

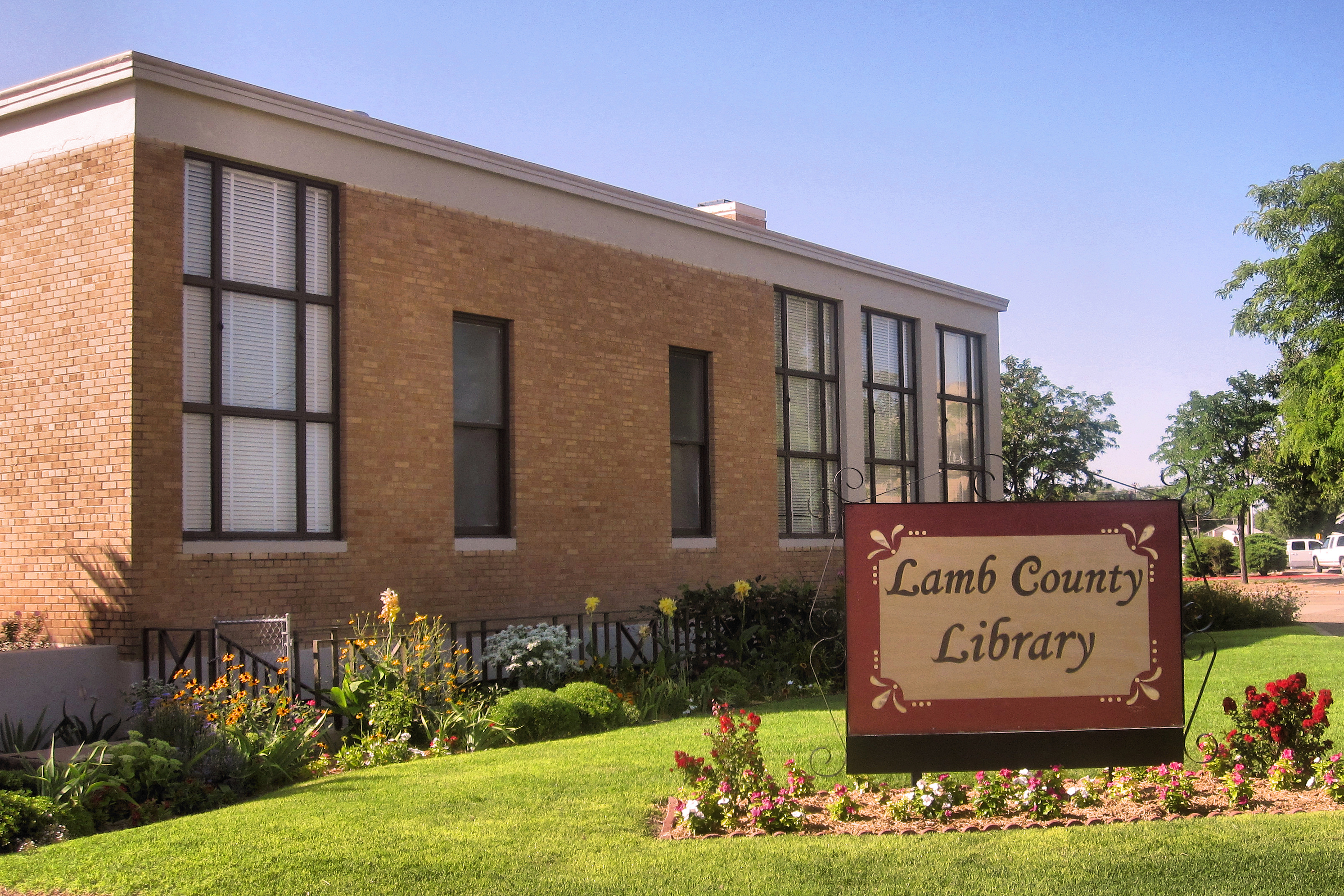
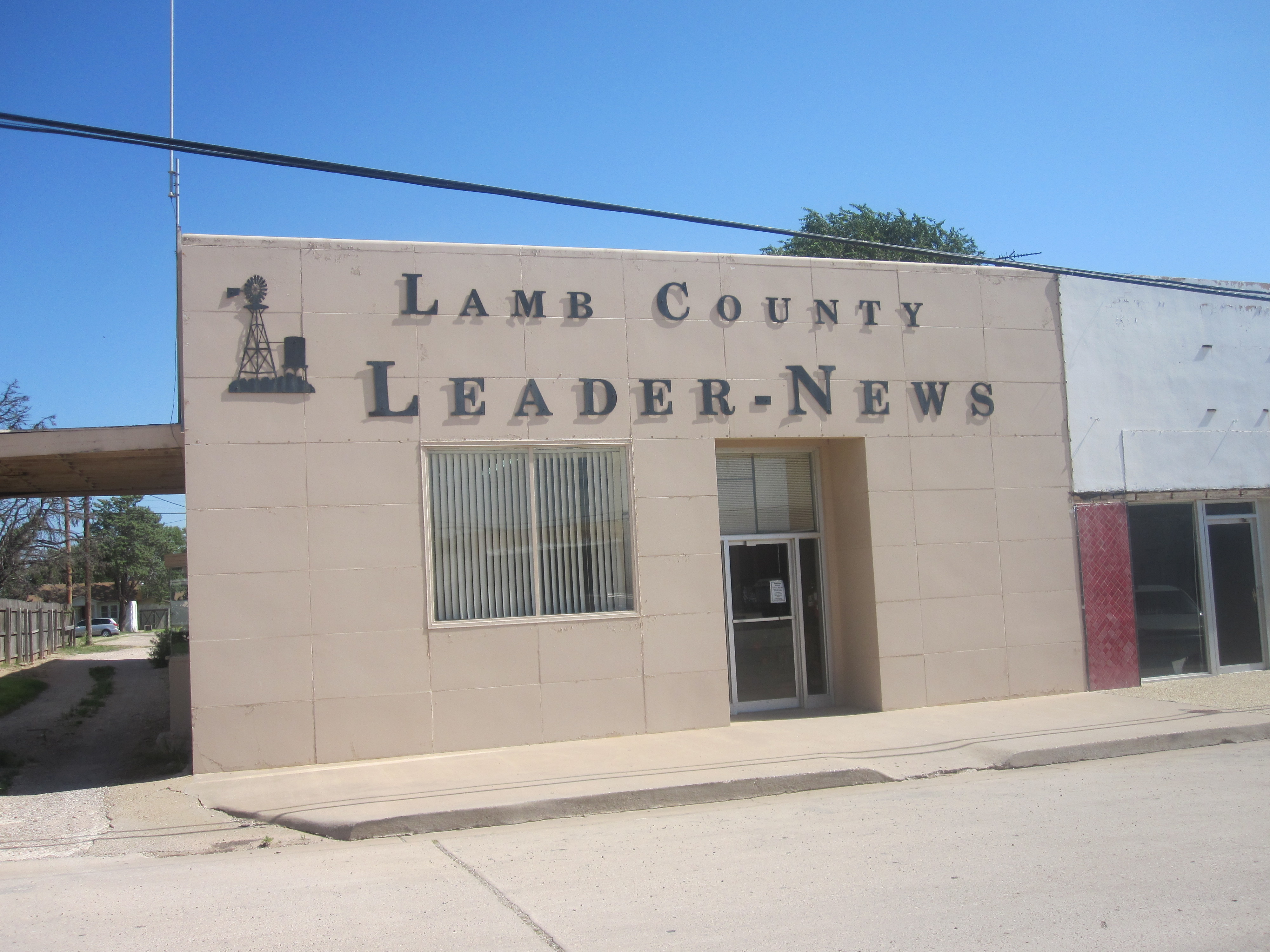
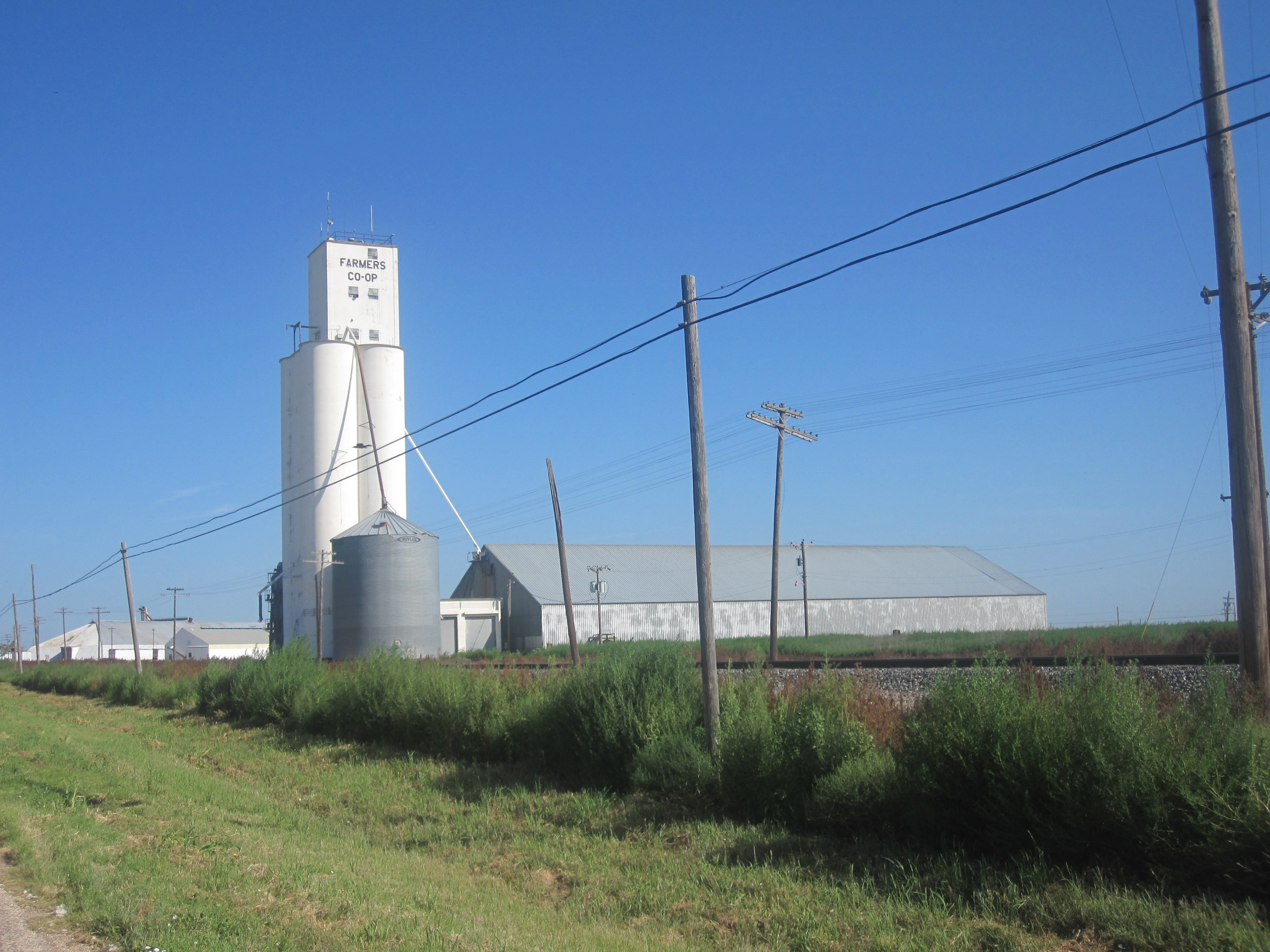
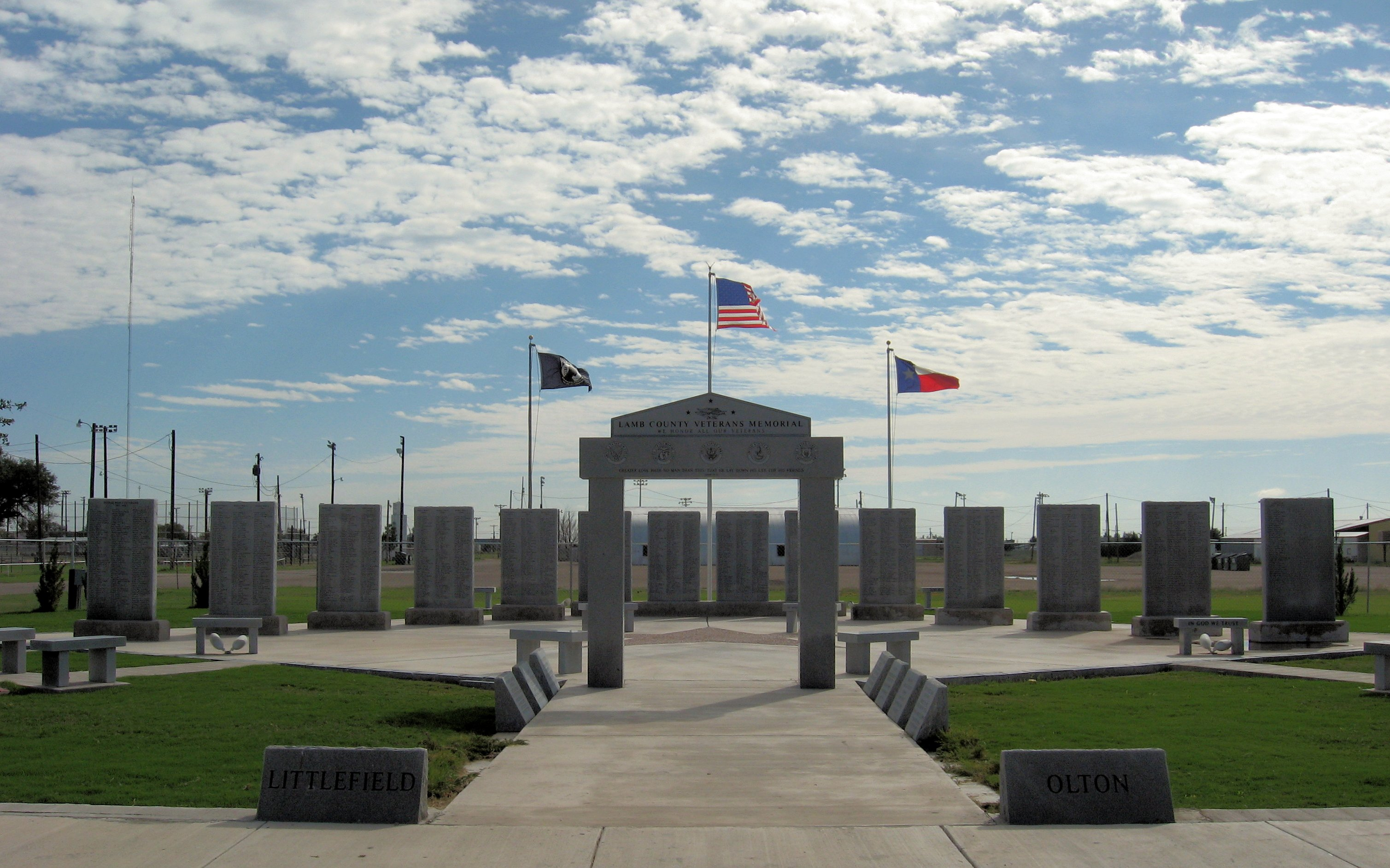
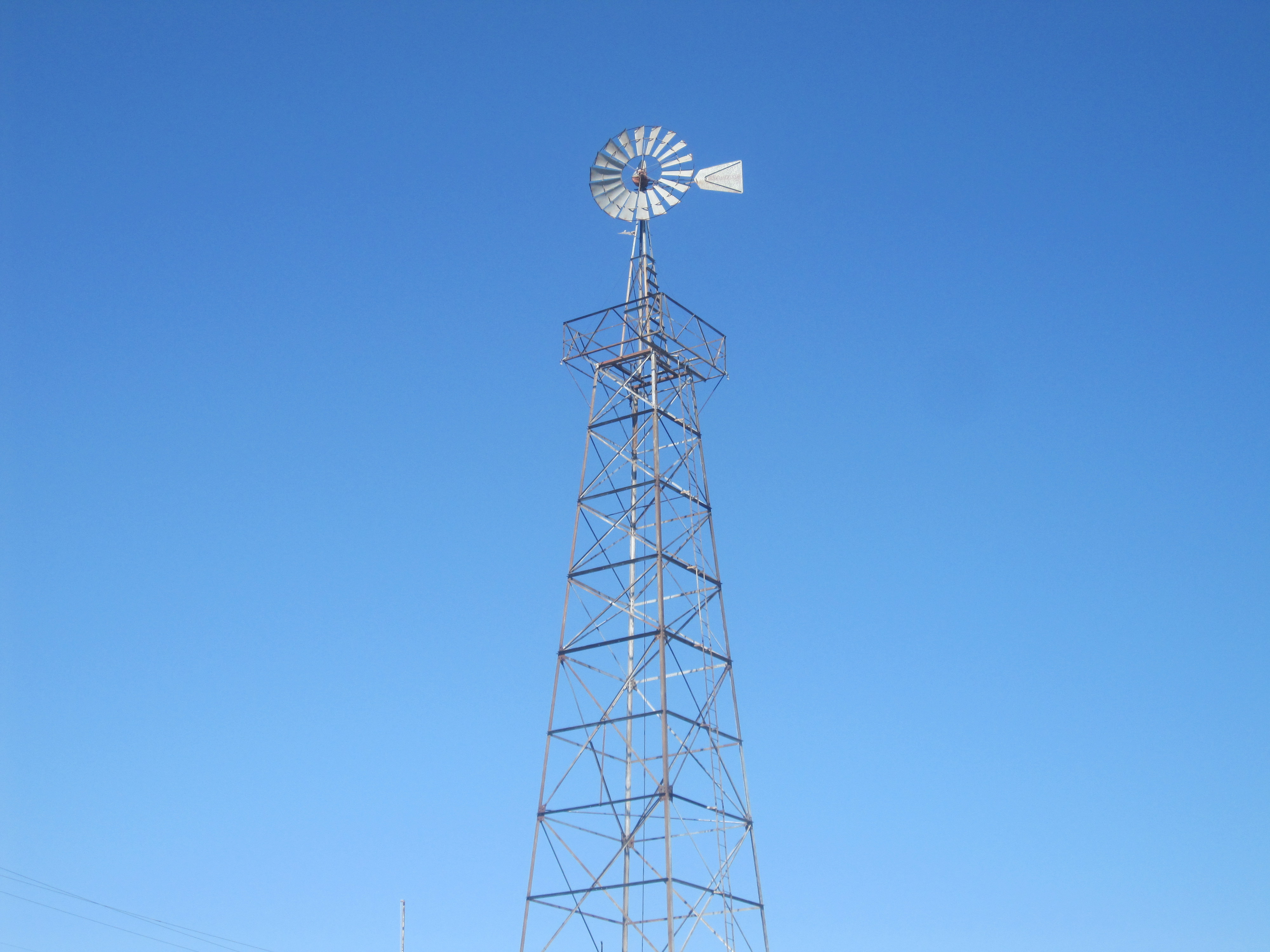